# Jouvençon
 Jouvençon  es una población y comuna francesa, en la región de Borgoña, departamento de Saona y Loira, en el distrito de Louhans y cantón de Cuisery.

## Demografía
| 393 | 374 | 383 | 400 | 401 | 409 |
| Para los censos de 1962 a 1999 la población legal corresponde a la población sin duplicidades (Fuente: INSEE [Consultar]) |     |     |     |     |     |